# 9K720 Iskander

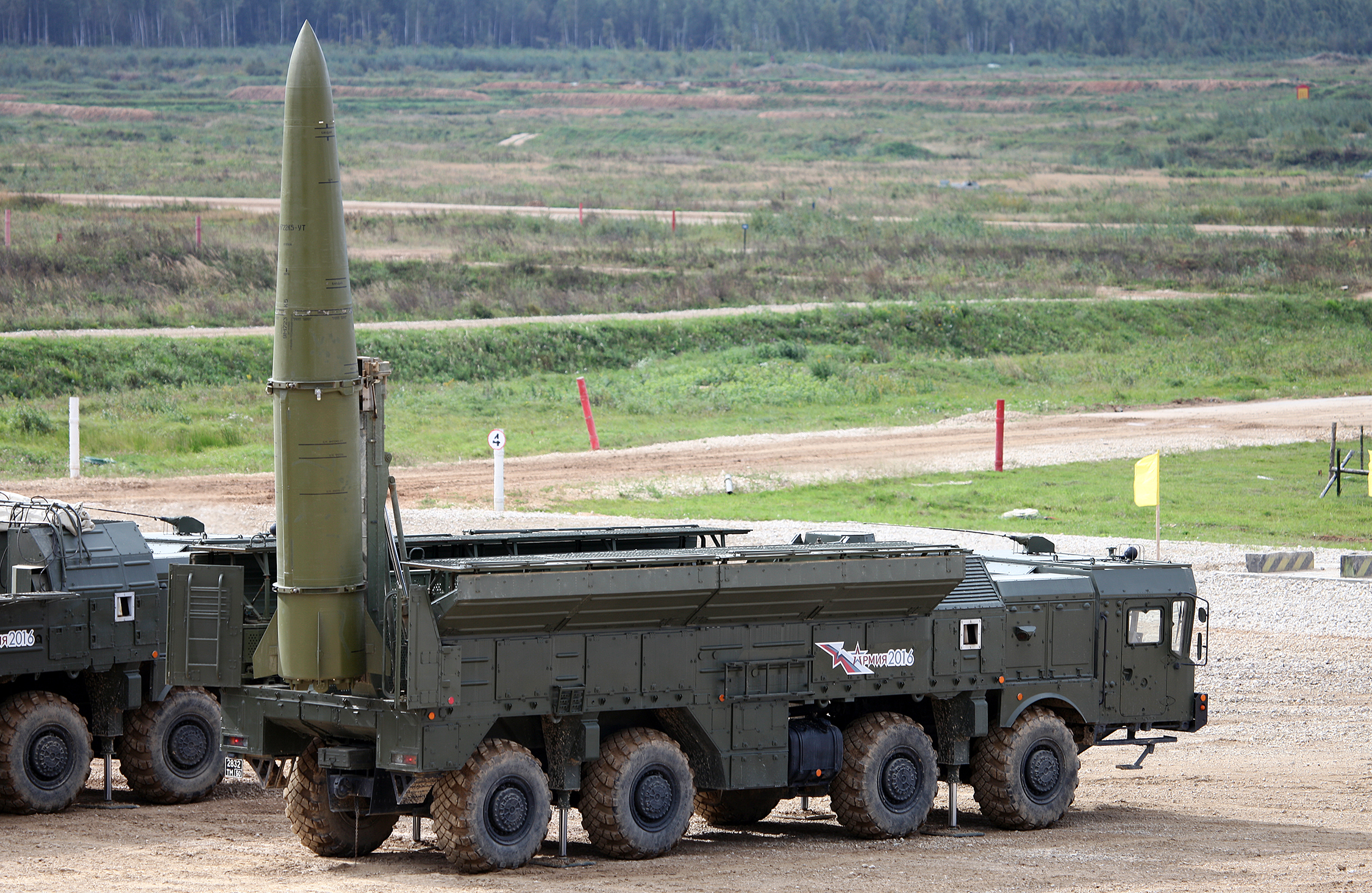
9K720 Iskander

De 9K720 Iskander (Russisch: Искандер, verwijst naar Alexander de Grote) is een mobiele Russische eentraps ballistische raket.

## Beschrijving
De raket heeft een bereik van 500 kilometer die tot 800 kg kernwapens tot 50 kiloton TNT-equivalent kan dragen. De raket heeft vaste brandstof en vliegt met mach 6 naar haar doel tot 5 meter precies en kan luchtverdediging ontwijken. Door zijn kleine vinnen is hij moeilijk te zien op radar.
De raket is 7,3 m hoog, heeft 0,92 m diameter en heeft een massa van 3800 kg.

## Inzet
Rusland heeft Iskander ingezet in de Russisch-Georgische Oorlog, in de Syrische Burgeroorlog en in de Russische invasie van Oekraïne in 2022.
Armenië heeft Iskander ingezet in de oorlog in Nagorno-Karabach (2020).
In november 2014 zei US generaal Philip Breedlove dat Iskander raketten mogelijk met kernkoppen naar de Krim gebracht zijn.
Op 4 mei 2022 heeft Rusland de lancering vanuit Kaliningrad gesimuleerd van Iskander raketten. De Litouwse minister van Defensie Arvydas Anusauskas zei: "Er zijn altijd al kernwapens geweest in Kaliningrad".